# Cristián Bautista
Cristián Javier Bautista (ur. 10 grudnia 1987 w La Unión) – salwadorski piłkarz występujący na pozycji napastnika, obecnie zawodnik Isidro Metapán.

## Kariera klubowa
Bautista pochodzi z miasta La Unión i jest wychowankiem tamtejszej drużyny CD Atlético Balboa, w której seniorach, występujących wówczas w drugiej lidze, spędził rok. W późniejszym czasie przeszedł do pierwszoligowego CD Once Municipal, gdzie w rozgrywkach Apertura 2006, swoich debiutanckich w salwadorskiej Primera División, wywalczył mistrzostwo kraju. Po roku przeszedł do jednego z najbardziej utytułowanych klubów w kraju – CD Águila, w którym spędził dwa sezony w roli rezerwowego. Latem 2009 powrócił do Atlético Balboa, występującego już w pierwszej lidze. Podczas drugiej przygody z tą ekipą reprezentował jej barwy przez rok.
W styczniu 2011 Bautista podpisał umowę z czołowym zespołem w kraju – AD Isidro Metapán. Jeszcze w tym samym roku, w sezonie Apertura, jako jeden z ważniejszych zawodników klubu, osiągnął mistrzostwo Salwadoru, natomiast pół roku później, podczas rozgrywek Clausura 2012, został wicemistrzem kraju.

## Kariera reprezentacyjna
Bautista w seniorskiej reprezentacji Salwadoru zadebiutował 9 lutego 2011 w wygranym 1:0 meczu towarzyskim z Haiti. Premierowego gola w kadrze narodowej strzelił 2 września tego samego roku w wygranej 3:2 konfrontacji z Dominikaną, wchodzącej w skład eliminacji do Mistrzostw Świata 2014. W tych samych rozgrywkach wpisał się na listę strzelców jeszcze raz – w wygranym 4:1 spotkaniu z Kajmanami.